# 신흥여객 (경남)
신흥여객(信興旅客)은 경상남도의 시외버스 관광버스 회사이며 현재 대표는 류충현이다. 본사는 경상남도 창원시 마산회원구 합성옛길 191-11 (합성동) 마산시외버스터미널에 소재하고 있다. 운행면허는 1946년 12월 31일에 부여받음으로써 현재 경상남도에서 가장 오래된 버스 업체이며, 창원시와 통영시에서 시내버스도 소규모로 운영 중이다.

## 운행 노선

### 시외버스
2015년 12월 기준이다.
| 운행업체 | 보유 노선수 | 보유 노선수 | 보유 노선수 | 보유 노선수 | 면허 대수 | 면허 대수 | 면허 대수 | 면허 대수 | 면허 대수 | 면허 대수 |
| -------- | ----------- | ----------- | ----------- | ----------- | --------- | --------- | --------- | --------- | --------- | --------- |
| 운행업체 | 노선 합계   | 직행        | 일반        | 고속        | 대수 합계 | 직행      | 일반      | 고속      | 우등      | 예비      |
| 신흥여객 | 48          | 47          | 1           | -           | 74        | 66        | 1         | -         | -         | 7         |

서부산 출발 노선
- 서부산 ~ 창원 (천일여객, 고려여객 공동운행)
- 서부산 ~ 마산 (천일여객, 고려여객 공동운행)
- 서부산 ~ 진주 (경전고속, 부산교통, 대한여객, 영화여객 공동운행)
- 서부산 ~ 남마산 ~ 진동 ~ 배둔 ~ 고성 ~ 통영 ~ 사곡 ~ 고현 ~ 옥포 ~ 장승포 (대한여객, 거제현대고속, 경원여객 공동운행)
- 서부산 ~ 거가대교 ~ 고현 (대한여객, 부산교통, 경원여객 공동운행)
- 서부산 ~ 거가대교 ~ 옥포 ~ 장승포 (대한여객, 경원여객 공동운행)
- 서부산 ~ 남산동 ~ 정우상가 ~ 창원 ~ 마산(심야) (천일여객, 고려여객 공동운행)

마산 출발 노선
- 마산 ~ 함안 ~ 군북 (경전여객 공동운행)
- 마산 ~ 중리 ~ 산인 ~ 함안 ~ 군북 ~ 의령
- 마산 ~ 창원 ~ 덕산 ~ 진영 ~ 김해 (완행) (태영고속, 대한여객 공동운행)
- 마산 ~ 의령 (태영고속, 경전여객 공동운행)
- 마산 ~ 서부산 (천일여객, 고려여객, 공동운행)
- 마산 ~ 김해 (무정차) (태영고속, 부산교통, 김해여객 공동운행)
- 마산 ~ 개양 ~ 진주 (부산교통, 대한여객, 영화여객, 경원여객, 경전여객, 거창고속, 전북고속 공동운행)

남마산 출발 노선
- 남마산 ~ 진동 ~ 고성 ~ 배둔 ~ 통영 ~ 사곡 ~ 고현 ~ 옥포 ~ 장승포 (대한여객, 경원여객, 거제현대고속 공동운행)
- 남마산 ~ 진동 ~ 고성 ~ 배둔 ~ 통영 ~ 사곡 ~ 학동 ~ 해금강
- 남마산 ~ 진동 ~ 반성 ~ 한국국제대학 ~ 문산 ~ 진주 (부산교통, 대한여객, 경원여객 공동운행)

창원 출발 노선
- 창원 ~ 진주 (부산교통, 대한여객, 영화여객, 경원여객, 경전여객, 거창고속, 전북고속 공동운행)
- 창원 ~ 남마산 ~ 진동 ~ 배둔 ~ 고성 ~ 통영 ~ 사곡 ~ 고현 ~ 장승포 (경원여객 공동운행)
- 창원 ~ 거가대교 ~ 고현 (경원여객 공동운행)
- 창원 ~ 진동 ~ 배둔 ~ 고성 ~ 통영 (경원여객, 대한여객, 거제현대고속 공동운행)
- 창원 ~ 울산 (거제현대고속, 경원여객 공동운행)
- 창원 ~ 부산 (천일여객, 고려여객 공동운행)
- 창원 ~ 김해[2] (무정차)
- 창원 ~ 동래역 ~ 부산 (거제현대고속, 경원여객 공동운행)

통영 출발 노선
- 통영 ~ 거제 ~ 동부 ~ 가배 ~ 저구 ~ 해금강
- 통영~ 거제 ~ 동부 ~ 학동 ~ 해금강
- 통영 ~ 고성 ~ 배둔 ~ 김해[3] (대한여객, 경원여객, 거제현대고속, 김해여객 공동운행)
- 통영 ~ 서부산 (대한여객, 경원여객, 거제현대고속 공동운행)

김해 출발 노선
- 김해 ~ 진주 (부산교통, 경전여객 공동운행)
- 김해 ~ 거가대교 ~ 고현[4] (대한여객, 경원여객, 거제현대고속, 김해여객 공동운행)

### 창원시내버스
- ● 63번 : 소답동 ~ 명주(순환)
- ● 65번 : 소답동 ~ 명주

### 통영시내버스
시내 노선에는 모두 타 업체와 함께 공동 배차에 참여하고 있으며, 통영교통, 부산교통과 함께 1달 간격으로 순환하면서 배차에 참여하고 있다.

## 주요 차량
기아
- 기아 뉴 그랜버드 파크웨이
- 기아 뉴 그랜버드 이노베이션 션샤인
- 기아 뉴 그랜버드 슈퍼 프리미엄 파크웨이

현대자동차
- 현대 카운티 뉴 브리즈
- 현대 그린시티
- 현대 뉴 슈퍼에어로시티
- 현대 일렉시티